# Inquisitor vulpionis
Inquisitor vulpionis é uma espécie de gastrópode do gênero Inquisitor, pertencente a família Pseudomelatomidae.